# جون غرينوود (رسام)
جون غرينوود (بالإنجليزية: John Greenwood)‏ هو رسام أمريكي، ولد في 1727 في بوسطن في الولايات المتحدة، وتوفي في 1792 في لندن في المملكة المتحدة.